# St. Antonius Einsiedler (Halingen)

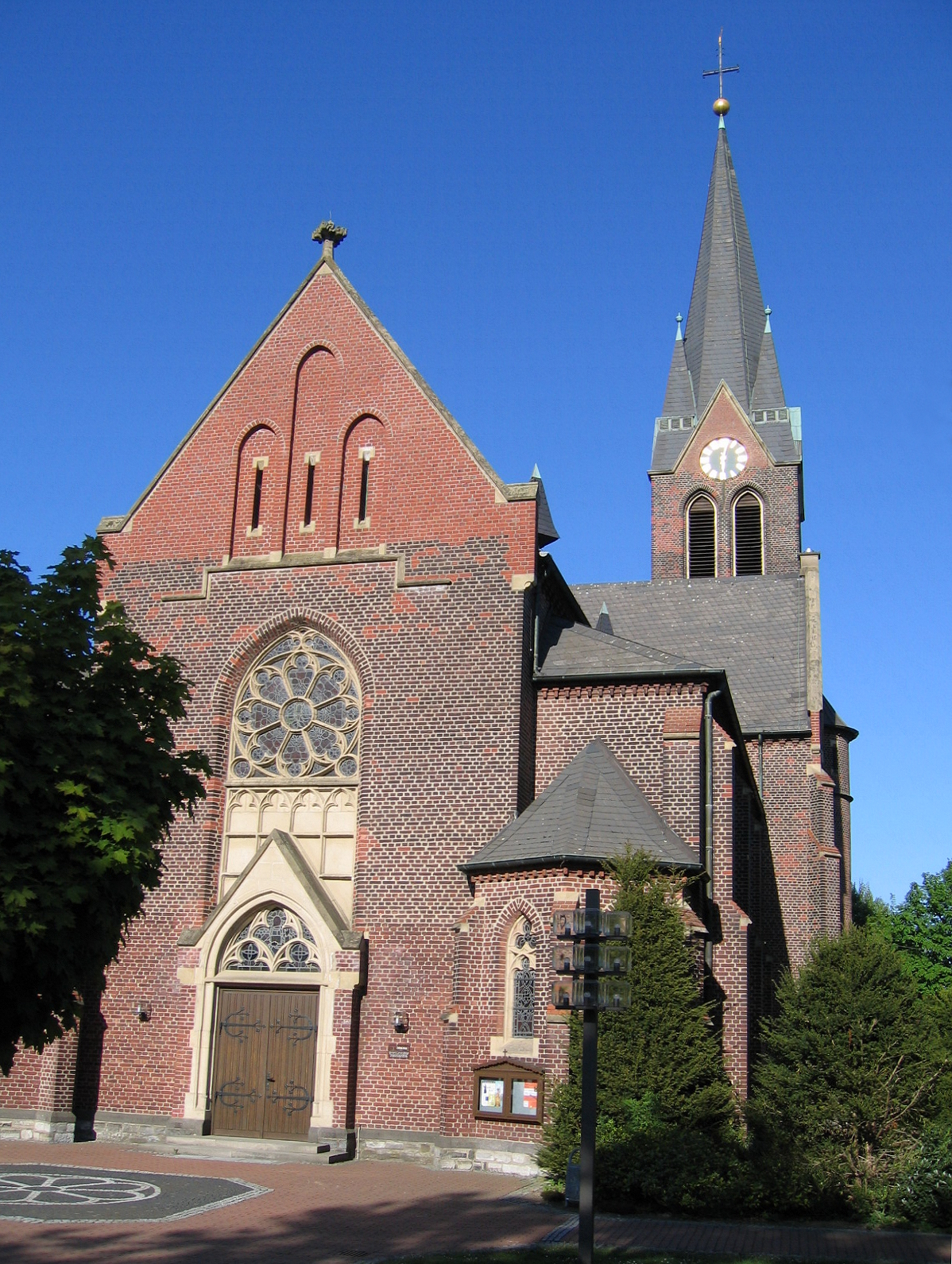
Kirche St. Antonius Einsiedler in Halingen

Die katholische Kirche St. Antonius Einsiedler ist ein denkmalgeschütztes Kirchengebäude in der Halinger Dorfstraße in Halingen, einem Ortsteil von Menden im Märkischen Kreis (Nordrhein-Westfalen).

## Geschichte und Architektur
Im Jahr 1587 besuchten Visitatoren des Kurfürsten von Köln den Ort. Sie ordneten an, die zerstörte Kapelle nicht wieder aufbauen zu lassen. So wurde um 1590 beschlossen, anstelle des zerstörten Gebäudes eine neue Kapelle zu bauen; diese wurde 1647 vom Weihbischof Bernhard Frick konsekriert. Ende des 19. Jahrhunderts wurde der Bau zu klein und es wurde ein Neubau geplant. Der Platz wurde in der Ortsmitte gewählt.
Die neugotische Stufenhalle aus Backstein mit einem einjochigen Chor im Fünfachtelschluss wurde 1908/09 unter der Leitung von Hermann Wieders errichtet. Die Querhausarme wirken kurz, der Turm steht im südlichen Chorwinkel. Durch die erhöhte Lage und die Staffelung der Gebäudeglieder wirkt die Ostansicht prägnant. Das Portal und die Maßwerkrose in der Westfassade befinden sich in einer hohen Spitzbogennische, die Querhausfassade ist ähnlich aufwendig gestaltet. Die Gewölbescheitel des lichten Innenraums mit Rundstützen, sind mit ornamentierten Schallöffnungen einer ehemaligen Gewölbeorgel geschmückt. Die Farbfenster im Langhaus sind mit Wilhelm Derix bezeichnet.
Der Altar wurde aus der alten Kapelle übernommen, im Antependium fanden sich Reliquien, die mit Wachssiegeln des Bischofs Frick versehen waren. Es handelt sich um Reliquien der Heiligen Märtyrer Simplicius und Mansuetus.
Am 1. Dezember 1973 brannte der Turmhelm des Turmes ab. Das Richtfest für den neuen Turmhelm wurde am 6. September 1974 gefeiert.

## Ausstattung
Die neugotische Ausstattung ist umfangreich
- Das Altarretabel wurde 1920 von der Kunstwerkstätte Marmon in Sigmaringen aufgebaut.
- Die Kanzel und der Beichtstuhl sind Arbeiten von Franz Heise.
- Die Orgelempore von Eggert und Feith wurde 1927 von der Kirche in Lippstadt-Benninghausen übernommen.
- Das Retabel aus der Vorgängerkapelle ist aus der Zeit um 1730, das Altarblatt mit der Darstellung des hl. Nepomuk wurde wohl 1711 geschaffen.
- Auf dem Kirchplatz steht ein Brunnen mit der Figur des Erzengels Michael, er ist mit A. Mazotti, 1930 bezeichnet.
- 1946 wurden drei Glocken aus Briloner Sonderbronze angeschafft, Tonfolge f'-as'-b'. Die Glocken wurden durch den Brand 1972 unbrauchbar. 1974 goss die Gießerei Petit & Edelbrock in Gescher vier neue Glocken der Tonfolge f'-as'-b'-c".[1]